# Grand Prix van Lausanne 1947
De Grand Prix van Lausanne 1947 was een autorace die werd gehouden op 5 oktober 1947 in Lausanne.

## Uitslag
| Positie | No. | Rijder                  | Team          | Ronden | Tijd/Opgave     |
| ------- | --- | ----------------------- | ------------- | ------ | --------------- |
| 1       | 4   | Luigi Villoresi         | Maserati      | 90     | 2:49:30.4       |
| 2       | 14  | Jean-Pierre Wimille     | Simca-Gordini | 90     | +1:03.7         |
| 3       | 28  | Emmanuel de Graffenried | Maserati      | 86     | +4 ronden       |
| 4       | 10  | Louis Chiron            | Talbot-Lago   | 86     | +4 ronden       |
| 5       | 12  | Yves Giraud-Cabantous   | Talbot-Lago   | 86     | +4 ronden       |
| 6       | 20  | Peter Whitehead         | ERA           | 83     | +7 ronden       |
| 7       | 22  | John Heath              | ERA           | 72     | +18 ronden      |
| DNF     | 2   | Raymond Sommer          | Maserati      | 80     | Versnellingsbak |
| DNF     | 26  | Piero Taruffi           | Maserati      | 68     | Mechanisch      |
| DNF     | 32  | Max Christen            | Maserati      | 56     | Mechanisch      |
| DNF     | 36  | Reg Parnell             | Maserati      | 42     | Remmen          |
| DNF     | 24  | David Hampshire         | ERA           | 38     | Koppeling       |
| DNF     | 6   | Alberto Ascari          | Maserati      | 28     | Remleiding      |
| DNF     | 8   | Birabongse Bhanubandh   | Maserati      | 18     | Motor           |
| DNF     | 30  | Ernst Hürzeler          | Maserati      | 6      | Motor           |
| DNF     | 16  | "Raph"                  | Maserati      | 2      | Koppeling       |

Rijders waarvan de positie is aangegeven met DNF hebben niet de finish bereikt.